# Brunshoeft (Schiff)
Die Brunshoeft war ein von den Rheinstahl-Nordseewerken, Emden, für die Hamburger Reederei W. Bruns & Co. gebautes Kühlschiff, das zur dritten Serie mit insgesamt 15 Kühlschiffen von Bruns gehörte.

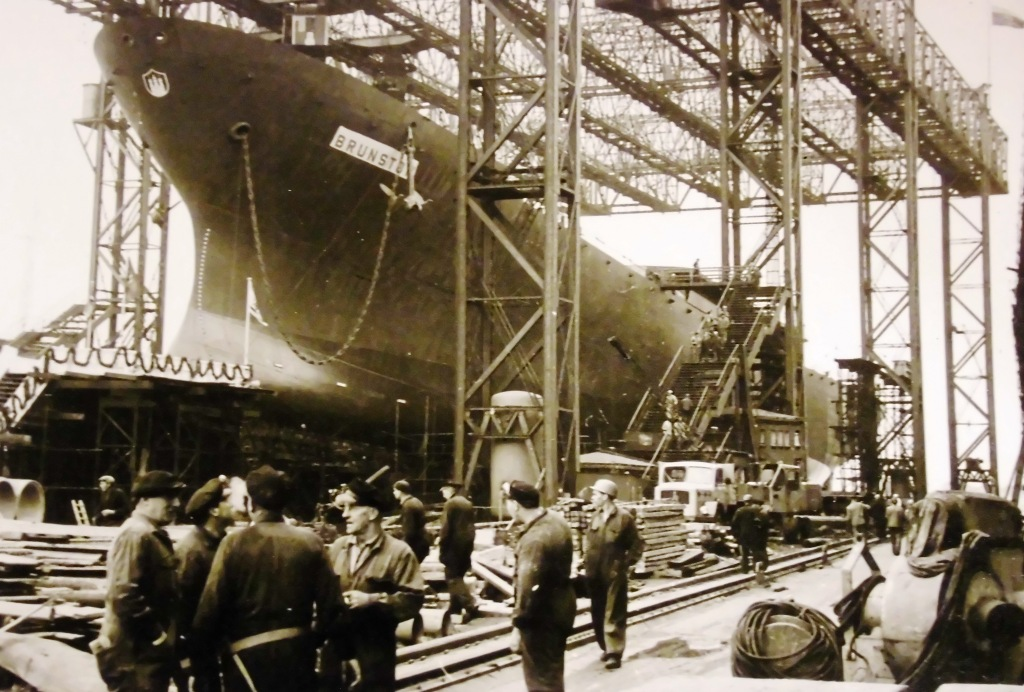
Stapellauf der Brunstor, Schwester der Brunshoeft in Emden

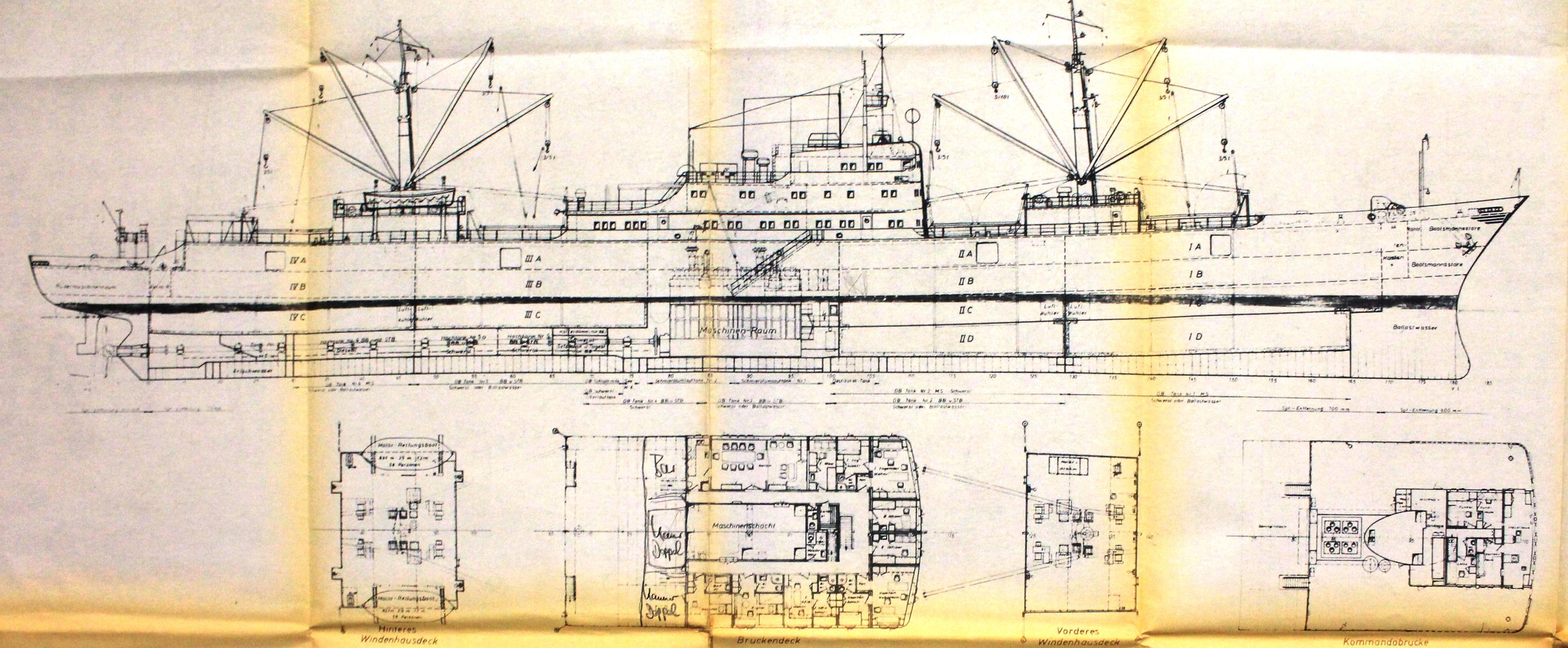
Generalplan der Brunshoeft

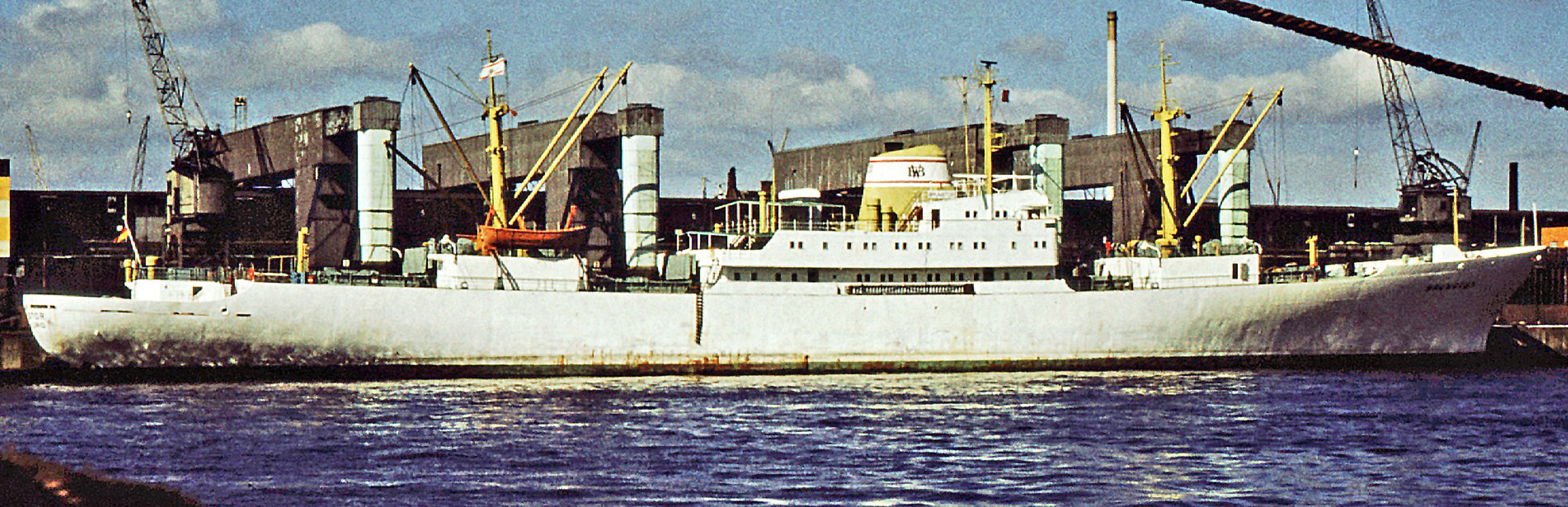
Schwesterschiff Brunstor bei der Entladung in Hamburg

## Geschichte
Willy Bruns begann als Kühlschiffsreeder vor dem Zweiten Weltkrieg mit Anteilen an den Kühlschiffen Ahrensburg und Angelburg von H. Schuldt. 1950 kaufte Bruns zusammen mit den Fruchtimporthäusern Bey, Stier und Lehmann die British Columbia Express. Es war das erste deutsche Kühlschiff nach dem Zweiten Weltkrieg. Es wurde in Quadriga umbenannt und bis 1961 im deutschen Fruchtimport eingesetzt. Der erste Kühlschifsneubau Quartett kam 1955 von den Lübecker Flender-Werken. Dieses Schiff wurde nach dem Petersberger Abkommen gebaut, durfte eine maximale Vermessung von 3000 BRT haben und nicht mehr als 16,5 kn laufen. Ansonsten galten für den Schiffsneubau die Bedingungen des Potsdamer Abkommens mit max. 1500 BRT und 12 kn. Die Quartett hatte als Besonderheit einen diesel-elektrischen Zusatzantrieb erhalten, damit lief sie schneller als die erlaubten 16,5 kn.

## Kühlschiff Brunshoeft
Die Brunshoeft (IMO 6616801) wurde wie das Schwesterschiff Brunstor 1966 von den Rheinstahl-Nordseewerken, Emden, an die Reederei W. Bruns & Co. abgeliefert. Sie sind Nachbauten der erfolgreichen Brunshausen-Klasse, die 1963 von Blohm & Voss konstruiert wurde. Weitere sieben Kühlschiffe dieses Typs wurden von den Rheinstahl-Nordseewerken in Zusammenarbeit mit Bruns 1964 für die UdSSR gebaut. 
Mit einer Länge von 136 m und Breite von 16,8 m war die Brunshoeft mit 4700 BRT vermessen, hatte eine Tragfähigkeit von 5060 tdw und einen Laderauminhalt von 284.000 cft bzw. 8049 m³. Der langsamlaufende Zweitakt-Dieselmotor lieferte 9600 PS und ermöglichte dem yachtähnlichen Schiff eine Nenngeschwindigkeit von 21 kn. Die mittschiffs gelegenen Aufbauten boten Platz für 39 Besatzungsmitglieder und 12 Passagiere.
Die Brunshoeft wurde 1975 als Dnestrovskiy Liman an die Sudoimport UdSSR verkauft und hier zum Fischtransporter umgebaut. Im August 1994 wurde sie in Alang abgebrochen. 